# 喷音
喷音（英語：ejective），也称擠喉音、外挤气音，屬於非肺部氣流音，是在发出清音后同时关闭声门。在一些语言的音韵中，挤喉音可能区分送气或不送气。此外，一些语言中有响亮的伴随着嘎吱响的声音，这个模式包含与其它语言相同的挤喉音并兼有内爆音——这使音韵学家主张设定一个声门化辅音的音韵分类。

## 拼写
在国际音标中，喷音被写为一个塞音附加一个变音符号[ʼ]。注意，倒撇号[]有时被用于表示送气，像亚美尼亚语中[p t k]，这种用法在国际音标中已经过时。在一些传统的转写方案中，撇号表示腭化，如/pʼ/ = 国际音标[pʲ].
在使用拉丁字母时，国标音标常用撇号来表示喷音，但是也有其它约定。在祖鲁语和科萨语语中，挤喉现象在不同讲话者间变化，用字母p t k ts tsh kr表示[pʼ tʼ kʼ tsʼ tʃʼ kxʼ]。在海达语和Hadza语的转写方案中，使用双写字母来示喷音，如用tt kk qq ttl tts表示[tʼ kʼ qʼ tɬʼ tsʼ]（海达语），用zz jj dl gg表示[tsʼ tʃʼ c͡ʎ̝̥ʼ kxʼ]（Hadza）.

## 喷音列表
塞音
- 双唇挤喉塞音 [pʼ] （见于阿布哈茲語、阿姆哈拉语、Archi、Hadza、阿巴尔达语、列茲金語、Lakota、Nez Perce、克丘亞语、提格利尼亞語、祖鲁语）
- 齿挤喉塞音 [t̪ʼ] （见于阿姆哈拉语、Dahalo、Lakota、提格利尼亞語）
- 齿龈挤喉塞音 [tʼ] （见于阿布哈茲語、Archi、阿瓦尔语、Bats、Kabardian、哥威迅语、Nez Perce、克丘亞语、特林吉特語、祖鲁语）
- 卷舌挤喉塞音 [ʈʼ] （见于哥威迅语）
- 硬颚挤喉塞音 [cʼ] （见于Bats、豪萨语、Nez Perce、Gǀui）
- 软腭挤喉塞音 [kʼ] （见于阿布哈茲語、阿姆哈拉语、Archi、阿瓦尔语、哥威迅语、豪萨语、Kabardian、Lakota、Nez Perce、克丘亞语、桑达韦语、提格利尼亞語、特林吉特語、祖鲁语）
- 唇化软腭挤喉塞音 [kʼʷ] （见于特林吉特語）
- 小舌挤喉塞音 [qʼ] （见于阿布哈茲語、Archi、Bats、Kabardian、Nez Perce、克丘亞语、特林吉特語）
- 唇化小舌挤喉塞音 [qʼʷ] （见于特林吉特語）

擦塞音
- 齿龈挤喉擦塞音 [t͡sʼ] （见于阿布哈茲語、阿姆哈拉语、Archi、阿瓦尔语、哥威迅语、Hadza、豪萨语、Kabardian、桑达韦语、特林吉特語）
- 龈后挤喉擦塞音 [t͡ʃʼ] （见于阿布哈茲語、阿姆哈拉语、Archi、阿瓦尔语、Chipewyan、哥威迅语、Hadza、豪萨语、Kabardian、Lakota、克丘亞语、提格利尼亞語、特林吉特語、祖鲁语）
- 卷舌挤喉擦塞音 [ʈ͡ʂʼ] （见于阿布哈茲語）
- 龈颚挤喉擦塞音 [t͡ɕʼ] （见于阿布哈茲語）
- 硬颚挤喉边擦塞音 [c͡ʎ̝̥ʼ] （见于Dahalo、Hadza）
- 硬颚挤喉擦塞音 [c͡çʼ] （见于Kabardian）
- 齿挤喉擦塞音 [tθʼ] （见于Chipewyan、哥威迅语）
- 软腭挤喉擦塞音 [k͡xʼ] （见于Hadza、祖鲁语）
- 小舌挤喉擦塞音 [qχʼ] （见于Lillooet、阿瓦尔语）
- 齿龈挤喉边擦塞音 [t͡ɬʼ] （见于Chipewyan、Dahalo、哥威迅语、海达语、Lillooet、Nez Perce、桑达韦语、特林吉特語、Tsez）
- 软腭挤喉擦边塞音 [k͡ʟ̝̊ʼ] （见于Archi、Gǀui）

擦音
- 双唇挤喉擦音 [ɸʼ]
- 唇齿挤喉擦音 [fʼ] （见于Kabardian）
- 齿挤喉擦音 [θʼ] （见于Chiwere）
- 齿龈挤喉擦音 [sʼ] （见于Chiwere、Lakota、提格利尼亞語、特林吉特語）
- 龈颚挤喉擦音 [ɬʼ] （见于Kabardian、特林吉特語）
- 龈后挤喉擦音 [ ʃʼ] （见于Kabardian、Lakota）
- 卷舌挤喉擦音 [ʂʼ]
- 龈颚挤喉擦音 [ɕʼ] （见于Kabardian）
- 硬颚挤喉擦音 [çʼ]
- 软腭挤喉擦音 [xʼ] （见于特林吉特語）
- 唇化软腭挤喉擦音 [xʼʷ] （见于特林吉特語）
- 小舌挤喉擦音 [χʼ] （见于特林吉特語）
- 唇化小舌挤喉擦音 [χʼʷ] （见于特林吉特語）

## 外部連結
- Listen to Ejective Consonant （页面存档备份，存于）
- WALS map of languages with ejectives (blue and purple)